# Drosophila pulchella
Drosophila pulchella är en tvåvingeart som beskrevs av Sturtevant 1916. Drosophila pulchella ingår i släktet Drosophila och familjen daggflugor.
Artens utbredningsområde är ön Saint Vincent.